# Grevillea involucrata
Grevillea involucrata är en tvåhjärtbladig växtart som beskrevs av Edward George. Grevillea involucrata ingår i släktet Grevillea och familjen Proteaceae. Inga underarter finns listade i Catalogue of Life.